# Mallinella calilungae
Mallinella calilungae là một loài nhện trong họ Zodariidae.
Loài này thuộc chi Mallinella. Mallinella calilungae được Alberto Barrion & James A. Litsinger miêu tả năm 1992.